# Le Vingtième Siècle
A Le Vingtième Siècle (kiejtése: [lə vɛ̃tjɛm sjɛkl], jelentése: "A huszadik század") egy belga napilap volt, ami 1895 és 1940 között jelent meg. 

## Története
Ismertté válásának oka, hogy az újság gyermekeknek szóló rovatában, a Le Petit Vingtième-ben jelent meg először Hergé mára világhírűvé vált Tintin kalandjai c. képregénysorozata, 1929. január 10-én, és egészen a hetilap 1940-es megszűnéséig futott, majd átkerült a Le Soir c. napilapba.
A konzervatív katolikus napilapot Georges Helleputte, Joseph d'Ursel és Athanase de Broqueville alapította, első száma 1895. június 6-án jelent meg. Az eladások mindig alacsonyak maradtak, így a veszteséges lapot Charles de Broqueville miniszterelnök, és más belga arisztokraták támogatásai tartották fenn.
Főszerkesztője 1933-ig Norbert Wallez katolikus apát volt, aki szigorúan felügyelte a lap tartalmát. Wallez nagy csodálója volt Benito Mussolininak, és a fasiszta ideológiának, ezért alkalmazottaitól (így Hergétől is) megkövetelte, hogy a közlésre kerülő cikkek és egyéb közlönyök is ezt az eszmét népszerűsítsék. Hergé Wallez utasítására készítette el az első két Tintin-történetet, a Tintin a szovjetek földjén-t, és a Tintin Kongóban-t, és az ő hatására tűzdelte tele őket politikai üzenetekkel.
A napilap Belgium német megszállása alatt zárt be, utolsó száma 1940. május 8-án jelent meg.

## A lapban megjelent Hergé-képregények
- L' extraordinaire aventure de Flup, Nénesse, Poussette et Cochonnet (1928–1929)
- Tintin kalandjai (1929–1940)
- Quick et Flupke (1930–1940)
- Jo, Zette et Jocko (1936–1940)